# 小行星8236
小行星8236（8236 Gainsborough）是一颗绕太阳运转的小行星，为主小行星带小行星。该小行星于1960年9月24日发现。

## 轨道参数
小行星8236的轨道半长轴为2.7597060 UA，离心率为0.219。